# 5sta Family
5sta Family (раніше 5ivesta Family) — російська поп-група з Росії.

## Склад
| Період                       | Склад             | Склад           | Склад              | Склад           |
| ---------------------------- | ----------------- | --------------- | ------------------ | --------------- |
| Травень 2004 — Червень 2008  | Ольга Засульська  | Валерій Єфремов | Василій Косинський | Антон Радаєв    |
| Червень 2008 — Серпень 2011  | Ольга Засульська  | Валерій Єфремов | Василій Косинський |                 |
| Серпень 2011 — Липень 2015   | Юліанна Караулова | Валерій Єфремов | Василій Косинський |                 |
| Липень 2015 — Листопад 2015  | Юліанна Караулова | Валерій Єфремов | Василій Косинський | Валерія Козлова |
| Листопад 2015 — Грудень 2017 | Валерія Козлова   | Валерій Єфремов | Василій Косинський |                 |
| Грудень 2017 — по наш час    | Ольга Засульська  | Валерій Єфремов | Василій Косинський |                 |

## Дискографія

### Альбоми
- 2012 — Зачем?

### Сингли
| Год  | Кліп                              | Склад                                              | Альбом      |
| ---- | --------------------------------- | -------------------------------------------------- | ----------- |
| 2008 | «Ночной город»                    | О. Засульська, В. Єфремов, В. Косинский, А. Радаєв | Зачем?      |
| 2009 | «Я буду» (разом 23:45)            | О. Засульська, В. Єфремов, В. Косинський           | Зачем?      |
| 2010 | «Зачем?»                          | О. Засульська, В. Єфремов, В. Косинський           | Зачем?      |
| 2010 | «На расстоянии звонка»            | О. Засульська, В. Єфремов, В. Косинський           | Зачем?      |
| 2010 | «Любовь без обмана» (разом 23:45) | О. Засульська, В. Єфремов, В. Косинський           | без альбому |
| 2011 | «Просыпайся»                      | О. Засульська, В. Єфремов, В. Косинський           | Зачем?      |
| 2011 | «Тук-тук»                         | Ю. Караулова, В. Єфремов, В. Косинський            | Зачем?      |
| 2012 | «Вместе мы»                       | Ю. Караулова, В. Єфремов, В. Косинський            | Зачем?      |
| 2013 | «Буду с тобой»                    | Ю. Караулова, В. Єфремов, В. Косинський            | TBA         |
| 2013 | «Без ума»                         | Ю. Караулова, В. Єфремов, В. Косинський            | TBA         |
| 2013 | «Три слова»                       | Ю. Караулова, В. Єфремов, В. Косинський            | TBA         |
| 2014 | «Моя мелодия»                     | Ю. Караулова, В. Єфремов, В. Косинський            | TBA         |
| 2014 | «Так не бывает»                   | Ю. Караулова, В. Єфремов, В. Косинський            | TBA         |
| 2015 | «Метко»                           | В. Козлова, В.Єфремов, В. Косинський               | TBA         |
| 2015 | «Небо в огне»                     | В. Козлова, В.Єфремов, В. Косинський               | TBA         |
| 2016 | «Футболка»                        | В. Козлова, В.Єфремов, В. Косинський               | TBA         |
| 2016 | «Стирая границы»                  | В. Козлова, В.Єфремов, В. Косинський               | TBA         |
| 2017 | «Многоэтажки»                     | В. Козлова, В.Єфремов, В. Косинський               | TBA         |
| 2017 | «Везувий»                         | В. Козлова, В.Єфремов, В. Косинський               | TBA         |
| 2017 | «Снова вместе»                    | О. Засульська, В. Єфремов, В. Косинський           | TBA         |
| 2018 | «Фляга свистит»                   | О. Засульська, В. Єфремов, В. Косинський           | TBA         |
| 2018 | «Мембраны»                        | О. Засульська, В. Єфремов, В. Косинський           | TBA         |
| 2018 | «Так бывает \|\|»                 | О. Засульська, В. Єфремов, В. Косинський           | TBA         |
| 2019 | «Один на один»                    | О. Засульська, В. Єфремов, В. Косинський           | TBA         |
| 2019 | «Плечи»                           | О. Засульська, В. Єфремов, В. Косинський           |             |
| 2019 | «Заязала»                         | О. Засульська, В. Єфремов, В. Косинський           |             |
| 2019 | «Первый снег»                     | О. Засульська, В. Єфремов, В. Косинський           |             |

## Відеографія
| Год  | Кліп                              | Режиссер                  | Склад                                              | Альбом      |
| ---- | --------------------------------- | ------------------------- | -------------------------------------------------- | ----------- |
| 2008 | «Ночной город»                    | Констянтин Черепков       | О. Засульська, В. Єфремов, В. Косинский, А. Радаєв | Зачем?      |
| 2009 | «Я буду» (разом 23:45)            | Алекс Хамраєв             | О. Засульська, В. Єфремов, В. Косинський           | Зачем?      |
| 2010 | «Зачем?»                          | Марат Адельшин            | О. Засульська, В. Єфремов, В. Косинський           | Зачем?      |
| 2010 | «На расстоянии звонка»            | Констчнтин Черепков       | О. Засульська, В. Єфремов, В. Косинський           | Зачем?      |
| 2010 | «Любовь без обмана» (разом 23:45) | Олександр Войтинський     | О. Засульська, В. Єфремов, В. Косинський           | без альбому |
| 2011 | «Просыпайся»                      | Френк Борин               | О. Засульська, В. Єфремов, В. Косинський           | Зачем?      |
| 2011 | «Тук-тук»                         | Аліса Космос              | Ю. Караулова, В. Єфремов, В. Косинський            | Зачем?      |
| 2012 | «Вместе мы»                       | Ілля Дуров                | Ю. Караулова, В. Єфремов, В. Косинський            | Зачем?      |
| 2013 | «Буду с тобой»                    | Ілля Дуров                | Ю. Караулова, В. Єфремов, В. Косинський            | TBA         |
| 2014 | «Моя мелодия»                     | Дарина Белова             | Ю. Караулова, В. Єфремов, В. Косинський            | TBA         |
| 2015 | «Метко»                           | Сталкер Семенович         | В. Козлова, В.Єфремов, В. Косинський               | TBA         |
| 2016 | «Футболка»                        | Ігор Шмелёв               | В. Козлова, В.Єфремов, В. Косинський               | TBA         |
| 2017 | «Многоэтажки»                     | Олексій Малахов           | В. Козлова, В.Єфремов, В. Косинський               | TBA         |
| 2018 | «Снова вместе»                    | Elvira T, Олексій Малахов | О. Засульська, В. Єфремов, В. Косинський           | TBA         |
| 2019 | «Один на один»                    | Ефім Бакаєв               | О. Засульська, В. Єфремов, В. Косинський           | TBA         |